# Norrtälje
Norrtälje este un oraș din comuna Norrtälje, Stockholms län, Suedia, cu o populație de 17.275 de locuitori în 2010.

## Demografie
| \| Evoluția demografică a zonei urbane Norrtälje, 1970–2015 \| Evoluția demografică a zonei urbane Norrtälje, 1970–2015 \| Evoluția demografică a zonei urbane Norrtälje, 1970–2015 \| Evoluția demografică a zonei urbane Norrtälje, 1970–2015 \| Evoluția demografică a zonei urbane Norrtälje, 1970–2015 \| \| --------------------------------------------------------------------------------------- \| -------------------------------------------------------- \| -------------------------------------------------------- \| -------------------------------------------------------- \| -------------------------------------------------------- \| \| An \| \| \| Locuitori \| \| \| 1970 \| 1970 \| \| 12.735 \| 12.735 \| \| 1975 \| 1975 \| \| 12.784 \| 12.784 \| \| 1980 \| 1980 \| \| 13.000 \| 13.000 \| \| 1990 \| 1990 \| \| 14.420 \| 14.420 \| \| 1995 \| 1995 \| \| 15.633 \| 15.633 \| \| 2000 \| 2000 \| \| 16.189 \| 16.189 \| \| 2005 \| 2005 \| \| 16.263 \| 16.263 \| \| 2010 \| 2010 \| \| 17.275 \| 17.275 \| \| 2015 \| 2015 \| \| 19.365 \| 19.365 \| \| Sursa: SCB - Statistika Centralbyrån, Folkmängden per tätort. Vart femte år 1960 - 2016 \| \| \| \| \| |      |  |           |        |
| Evoluția demografică a zonei urbane Norrtälje, 1970–2015 |      |  |           |        |
| An |      |  | Locuitori |        |
| 1970 | 1970 |  | 12.735    | 12.735 |
| 1975 | 1975 |  | 12.784    | 12.784 |
| 1980 | 1980 |  | 13.000    | 13.000 |
| 1990 | 1990 |  | 14.420    | 14.420 |
| 1995 | 1995 |  | 15.633    | 15.633 |
| 2000 | 2000 |  | 16.189    | 16.189 |
| 2005 | 2005 |  | 16.263    | 16.263 |
| 2010 | 2010 |  | 17.275    | 17.275 |
| 2015 | 2015 |  | 19.365    | 19.365 |
| Sursa: SCB - Statistika Centralbyrån, Folkmängden per tätort. Vart femte år 1960 - 2016 |      |  |           |        |